# Michael Jan de Goeje
Michael Jan de Goeje (Dronrijp, 13 augustus 1836 – Leiden, 17 mei 1909) was een Nederlands oriëntalist en arabist.

## Levensloop
Michael Jans vader Pieter, uit Leiden afkomstig, was als dominee wetenschappelijk geschoold.
Drie jaar na de geboorte van Michael Jan verhuisde het gezin naar Heerenveen waar vader Pieter tot zijn dood in 1854 zijn ambt als predikant heeft uitgevoerd. Na de dood van Pieter kwam het gezin naar Leiden waar Michael Jan zich aan de universiteit liet inschrijven.
De Goeje ging theologie studeren, in navolging van zijn vader. Al snel bleek dat de verkeerde richting en ging hij zich meer verdiepen in de Semitische talen. Hij studeerde bij Cobet, Juynboll en Dozy. Die laatste bracht hem de fijne kneepjes van de Arabische studie bij. Na vijf jaar studie promoveerde hij op 12 oktober 1859 (zijn kandidaatsexamen had hij in 1857 afgelegd en zijn doctoraal in 1858).
Er was geen grote vraag naar hoogleraren in zijn discipline waardoor het zeven jaar duurde voordat hij – in eerste instantie als buitengewoon hoogleraar – werd benoemd op de leerstoel voor de Semitische talen. Het jaar daarop huwde hij Wilhelmina Henriëtte Leembruggen op 27 juni 1867 in Leiden. Zij kregen vijf kinderen waaronder de latere cartograaf en cultureel antropoloog Claudius Henricus de Goeje. Drie jaar na de benoeming tot buitengewoon hoogleraar volgde de benoeming tot gewoon hoogleraar. Zijn specialiteit was de Arabische filologie. In die tijd was de Goeje een pionier op dit vakgebied. Door zijn uitmuntende kennis van het vak trok hij gaandeweg steeds meer toehoorders, zo was Christiaan Snouck Hurgronje een van zijn beste leerlingen. Bijna veertig jaar lang zou de Goeje in Leiden dit ambt bekleden. In deze jaren zou hij zich manifesteren als een man van initiatieven en brede interesses. Zo was hij vanaf 1879 lid van de Leidse gemeenteraad (in 1904 werd in het Leids jaarboekje gememoreerd dat hij inmiddels al 25 jaar dit werk deed). Toen zijn gezondheid met rasse schreden achteruitging nam hij in december 1908 afscheid als gemeenteraadslid. Hij behoorde tot de commissie van toezicht van de Kweekschool voor de Zeevaart en daarnaast zette hij zich in voor het Rode Kruis.
Na bijna veertig jaar moest hij zijn ambt neerleggen. Op 16 juni 1906 werd in Hotel du Lion d'Or zijn afscheidsreceptie gegeven. Door zijn vrienden, kennissen en collega's werd hem een grote som geld overhandigd. Deze som geld, waarmee het voor een grote groep studenten mogelijk werd gemaakt om studiereizen te financieren, is later bekend geworden als het DeGoejefonds.
Nog vier jaren mocht hij van zijn emeritaat genieten, terugkijkend op een vruchtbaar leven. Hij overleed op 17 mei 1909 te Leiden en werd begraven op Begraafplaats Groenesteeg.

## Wetenschappelijk werk

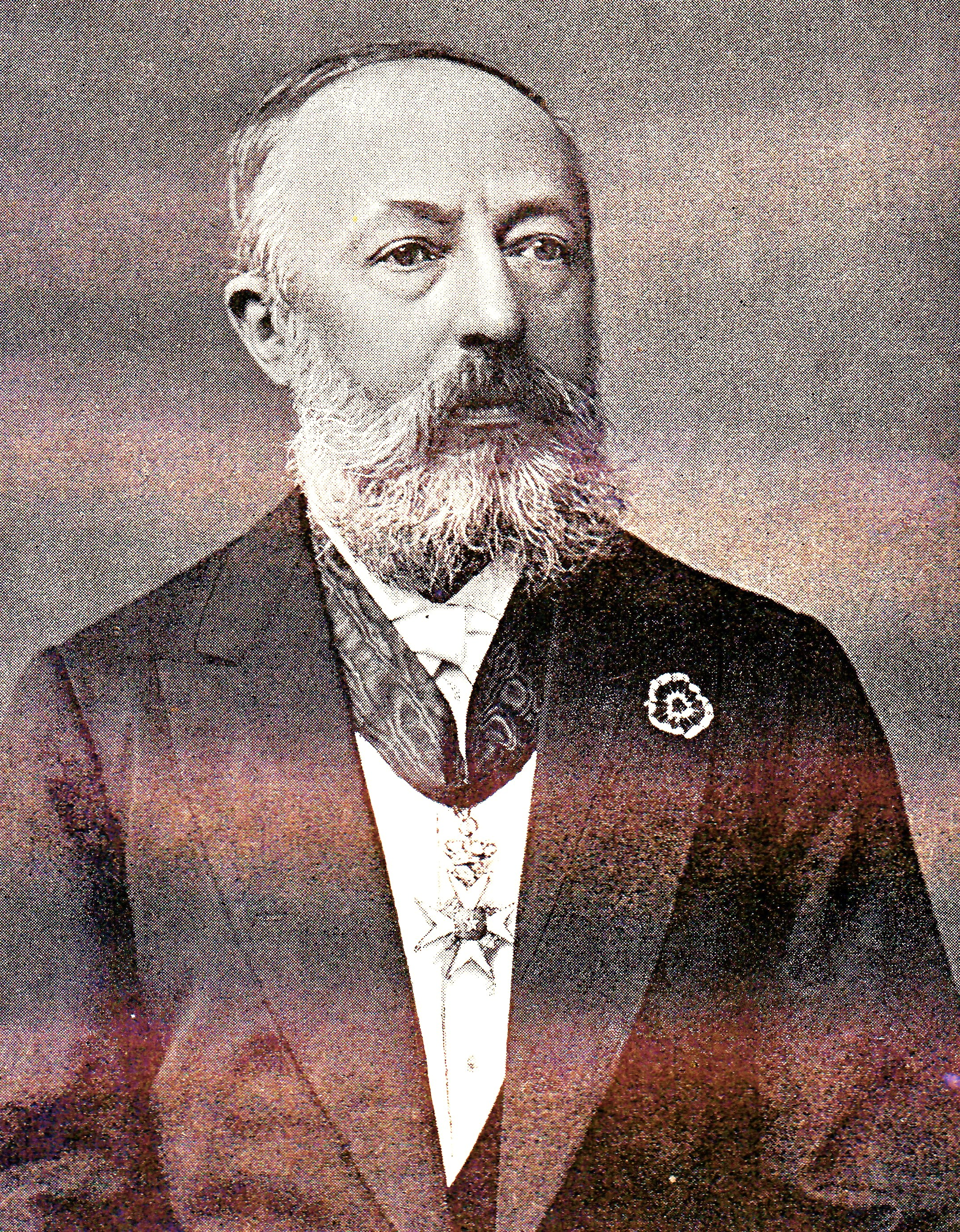
Michael Jan de Goeje

Aan de Universiteit werd hij benoemd tot Interpres Legati Warneriani, een functie die hem de verantwoording gaf over de meer dan 600 handschriften die Levinus Warner – een grootheid in de studie van het Oosten – na zijn dood in 1665 aan de Leidse academie had geschonken. De Goeje bekleedde deze functie tot zijn dood. In het cursusjaar 1881-1882 was hij rector-magnificus van de Universiteit. Vlak voor zijn emeritaat werd De Goeje als gedelegeerde van de Nederlandse regering bij het 14e Oriëntalistencongres in Algiers gekozen tot president van de Arabische sectie.
Tot zijn zeventigste levensjaar heeft hij zich buitengewoon ingezet en heeft hij belangrijke verhandelingen – voortgekomen uit intensieve studies – gepubliceerd. Als De Goejes grootste en omvangrijkste werken worden genoemd 'Tabari's Annalen', meer dan achtduizend bladzijden Arabische teksten zijn hierin bewerkt en een ander levenswerk was 'Bibliotheca Geographorum Arabicorum'. Buiten al deze serieuze studies, onderzoeken en vertalingen van Arabische teksten, is De Goeje altijd een groot liefhebber geweest van Oosterse legenden als 'Duizend-en-één-nacht' (waarin prinses Sheherazade een groot aantal Oosterse verhalen in 1001-nacht aan koning Sjehrijar verteld om haar onthoofding zo lang mogelijk uit te stellen), 'Sindebad' en 'De zevenslapers van Efeze'.
De Goeje is in zijn werk in de voetsporen getreden van zijn leermeesters Cobet en Dozy, vooral van de laatste. Was Dozy's werk meer geschiedkundig van aard, De Goeje leverde op het taalkundige vlak weer belangrijk werk.

## Onderscheidingen
Voor al zijn werk werd hij door diverse instanties in diverse landen gehuldigd, door de Universiteit van Cambridge werd hij benoemd tot doctor honoris causa. De Goeje werd door Turkije benoemd tot Grootofficier in de orde van Medjidië, door Zweden tot Commandeur in de orde van de Poolster, door Pruisen (Polen, Duitsland) tot ridder in de orde van Pour le Mérite, maar ook in Nederland heeft hij de nodige onderscheidingen gekregen; zo is hij bijvoorbeeld geridderd in de Orde van de Nederlandse Leeuw (20 juli 1906).
In de stad Leiden is een straat naar hem genoemd.